# 5 agosto
Il 5 agosto è il 217º giorno del calendario gregoriano (il 218º negli anni bisestili). Mancano 148 giorni alla fine dell'anno.

## Eventi
- 352 – Miracolosa nevicata a Roma sul colle Esquilino
- 642 – Battaglia di Maserfeld: Penda di Mercia sconfigge e uccide Oswald di Bernicia
- 1100 – Enrico I viene incoronato re d'Inghilterra nell'Abbazia di Westminster
- 1284 – La flotta genovese, al comando dei diarchi Oberto Doria e Oberto Spinola, aiutata dai legni di Benedetto Zaccaria, annienta la flotta pisana, comandata dal veneziano Alberto Morosini, presso le secche della Meloria di fronte alla costa toscana
- 1403 – Ladislao di Napoli viene formalmente incoronato re d'Ungheria a Zara in opposizione alla regina Maria
- 1470 – Negroponte cade in mano ottomana durante la Prima guerra turco-veneziana; il bailo veneziano Paolo Erizzo viene torturato e impalato
- 1583 – Sir Humphrey Gilbert fonda la prima colonia inglese in Nord America, in quella che oggi è Saint John's (Terranova)
- 1689 – 1 500 Irochesi attaccano il villaggio di Lachine in Nuova Francia
- 1763 – Guerra di Pontiac, battaglia di Bushy Run: le forze britanniche guidate da Henry Bouquet sconfiggono gli indiani del Capo Pontiac a Bushy Run
- 1772 – Inizia la Prima spartizione della Polonia
- 1796 – Guerra della Prima Coalizione: si combatte la battaglia di Castiglione delle Stiviere
- 1812 – Guerra del 1812: le forze di Tecumseh tendono un'imboscata ai 200 americani di Thomas Van Horne a Brownstone Creek, causandone la fuga e la ritirata
- 1858 – Cyrus West Field e altri completano il primo cavo telegrafico transatlantico, dopo diversi tentativi falliti; riuscirà a funzionare per meno di un mese
- 1860 – Carlo IV di Svezia-Norvegia viene incoronato re di Norvegia a Trondheim
- 1861 – Guerra di secessione americana: allo scopo di aiutare a pagare lo sforzo bellico, il governo degli Stati Uniti d'America emana la prima tassa sul reddito, come parte del Revenue Act of 1861 (3% di tutte le entrate sopra gli 800 $); verrà abolita nel 1872
- 1862 – Guerra di secessione americana, battaglia di Baton Rouge: lungo il fiume Mississippi, nei pressi di Baton Rouge (Louisiana), le truppe confederate respingono quelle unioniste all'interno della città
- 1864 – Guerra di secessione americana, inizia la battaglia di Mobile Bay: a Mobile Bay, nei pressi di Mobile (Alabama), l'ammiraglio David Farragut guida una flottiglia dell'Unione attraverso le difese confederate e isola uno dei principali porti degli Stati Confederati
- 1884 – La prima pietra della Statua della Libertà viene posata su Bedloe's Island, a New York
- 1905
  - In Francia ha luogo la prima riunione di campeggiatori en plein air: viene considerata la nascita ufficiale del campeggio
  - A Boulogne-sur-Mer, in Francia, si tiene il primo Congresso internazionale di Esperanto
- 1914 – A Cleveland (Ohio) viene installato il primo semaforo elettrico
- 1915 – Prima guerra mondiale: i tedeschi assediano Varsavia, costringendo i russi a ritirarsi dalla Polonia
- 1920 – Viene eretta la Diocesi di Hamhung
- 1936 – Berlino, Germania: alle Olimpiadi, Ondina Valla stabilisce il primato del mondo sugli 80 m ostacoli col tempo di 11"6
- 1938 – In Italia esce sul primo numero della rivista La difesa della razza il Manifesto della razza che fornisce i principi delle Leggi razziali fasciste
- 1944
  - Olocausto: gli insorti polacchi liberano un campo di lavoro tedesco a Varsavia, liberando 348 prigionieri ebrei
  - Le truppe naziste compiono in Toscana la Strage di Castello
- 1948 – Vittorio Pozzo dà le dimissioni da allenatore della nazionale di calcio dell'Italia dopo quasi vent'anni e due titoli mondiali vinti
- 1949 – In Ecuador un terremoto distrugge 50 città e causa oltre 6000 vittime
- 1962
  - L'attrice e sex symbol Marilyn Monroe viene trovata morta nella sua casa di Los Angeles, apparentemente a causa di un'overdose di sonniferi
  - La scuderia Brabham Racing Organisation debutta nel Gran Premio di Germania a Nürburgring con un otto cilindri della Coventry Climax
- 1963 – Stati Uniti d'America, Regno Unito e Unione Sovietica firmano un trattato per il bando dei test nucleari
- 1964 – Guerra del Vietnam, operazione Pierce Arrow: aerei statunitensi delle portaerei USS Ticonderoga (CV-14) e USS Constellation bombardano il Vietnam del Nord in rappresaglia per il presunto attacco a due cacciatorpediniere statunitensi nel Golfo del Tonchino
- 1966 – I Beatles pubblicano l'album Revolver, considerato fra i più significativi nella storia della musica pop[1]
- 1969 – La sonda della missione statunitense Mariner 7 raggiunge Marte: invierà alla Terra un totale di 126 foto
- 1973 – Viene lanciata la tredicesima sonda verso Marte, nell'ambito della missione russa Mars 6: la sonda raggiungerà il pianeta il 12 marzo 1974 e invierà alla Terra alcuni dati
- 1974 – Guerra del Vietnam: il Congresso degli Stati Uniti pone un limite di 1 miliardo di dollari alle spese per gli aiuti militari al Vietnam del Sud
  - Nasce il canale estero Telemontecarlo (accanto ai due canali esteri Koper e la TV Svizzera) e lo stesso giorno di questa data andava in onda Un peu d'amour, d'amitié et beaucoup de musique condotto da Jocelyn Hattab fino al 1980
- 1981 – Ronald Reagan licenzia 11.359 controllori di volo in sciopero che ignorarono il suo ordine di tornare al lavoro
- 2003 – Nella capitale indonesiana Giacarta esplode un'autobomba di fronte al Marriott Hotel, provocando 12 morti e 150 feriti
- 2004 – Inizia la Terza battaglia dei Ponti di Nassiriya
- 2012 – Il corridore giamaicano Usain Bolt stabilisce il nuovo record olimpico per la seconda volta nei 100 metri piani di atletica leggera alle Olimpiadi di Londra
- 2016 – I Giochi della XXXI Olimpiade si aprono ufficialmente a Rio de Janeiro

## Nati
Ci sono circa 1 100 voci su persone nate il 5 agosto; vedi la pagina Nati il 5 agosto per un elenco descrittivo o la categoria Nati il 5 agosto per un indice alfabetico.

## Morti
Ci sono circa 500 voci su persone morte il 5 agosto; vedi la pagina Morti il 5 agosto per un elenco descrittivo o la categoria Morti il 5 agosto per un indice alfabetico.

## Feste e ricorrenze

### Civili
Nazionali:
- Burkina Faso – Giorno dell'indipendenza
- Croazia – Giorno della vittoria e giorno nazionale del ringraziamento

### Religiose
Cristianesimo:
- Dedicazione della Basilica di Santa Maria Maggiore, da cui Maria SS. della Neve o Madonna della Neve
- San Cassiano di Autun, vescovo
- Santa Margherita da Cesolo (la Picena)
- San Memmio vescovo
- Sant'Emidio d'Ascoli, vescovo
- Santa Nonna di Nazianzo, sposa
- Sant'Osvaldo di Northumbria, re e martire
- San Paride di Teano, vescovo
- San Venanzio di Viviers, vescovo
- Santi Vardan e compagni, martiri in Armenia (Chiesa apostolica armena)
- San Viatore eremita
- Beato Arnaldo Pons, mercedario
- Beato Corrado di Laodicea, vescovo
- Beato Francesco da Pesaro (Cecco)
- Beato Pietro Michele Noël, martire
- Beato Salvi Huix i Miralpeix, vescovo e martire

Religione romana antica e moderna:
- None
- Natale della Salute sul colle Quirinale